# It Ain't Me
«It Ain't Me» es una canción del DJ noruego Kygo y la cantante estadounidense Selena Gomez. Fue lanzada el 16 de febrero de 2017, a través de KYGO AS, Sony Music Entertainment y Ultra Music además de Interscope Records y Universal Music Group. La canción fue escrita por Kygo, Selena Gomez, Brian Lee, Ali Tamposi y Andrew Watt, con la producción siendo manejada por Kygo. Se trata del primer sencillo del EP de Kygo, "Stargazing".

## Composición
Musicalmente, «It Ain't Me» es una balada deep house midtempo. Es oscura, y la producción tenue consiste en guitarras strummed, pulsando las notas de piano, sintetizadores pesados, aplausos dedo-snap y melodías de flauta de Pan tropicales, la combinación de una multitud de texturas. Los versos sobrios y pares de pistas melancólicos tranquilas, suaves y simples, que atraen a la influencia de un país y el rock and roll, con «elevados» coros estadio uptempo que contienen pulso del ritmo y los acordes de sintetizador de piano.  Descrito como un «día moderno de melodía clásica electrónica-pop», la producción se compone de capas de instrumentación orgánica, tales como guitarras y pianos junto con ritmos electrónicos pulsantes, creando un despojado volver a Caribe, canción pop influenciado. Los críticos señalaron que la canción mezcla elementos artísticos de Kygo y Selena Gomez, lo que resulta entrar en un nuevo terreno de sonido.
«It Ain't Me» se abre como una canción pop que muestra la voz de Gómez acompañado únicamente por vísceras, suaves nervudos guitarra acústica y lame «lúdicas», que según Elizabeth de Teen Vogue invoca «imágenes de un día de playa ventoso». A medida que progresa el verso, un sonido electro-pop comienza a escucharse,  con una progresión «limpia» que sigue el aumento de la intensidad de los rasgueos de guitarra y las notas de piano.  Pasando al pre-coro, Gómez canta encima de los sintetizadores «pesados» la pista lleva lentamente hacia un desglose acompasado y suave, con optimisma producción tropical. Kygo antes de la canción en la última instancia llega a un clímax en las líneas «Who's gonna walk you through the dark side of the morning / It ain’t me».  Durante el coro, los productores y las muestras de voz de Gómez de los versos, la creación de acordes-construye impulsado gotas que ofrecen palmadas dedo-snap y melodías de flauta sobre ritmos de dancehall. Mike Wass de Idolator dijo que la canción «suena como un cruce entre himnos de baile orgánicos de Avicii como "Hey Brother" y el electro-trickery de Kiiara's "Gold". Está sometido y oscuro, pero también infinitamente relacionables». 
Líricamente, narra una relación arruinada sobre el alcoholismo,  con los temas de los sueños aplastados y angustia, al enviar un mensaje de encontrar fuerza necesaria para salir de una relación llena de drama. A lo largo de la canción, Gomez rememora el origen de adolescentes de la pareja.

## Recepción

### Crítica
"It Ain't Me" recibió críticas positivas de los críticos de música. Declarando que es uno de los discos más maduros que suenan de la carrera de Gómez, Matt Medved de Billboard predijo que la canción sería un buen desempeño en las listas de música. Francesca Bacardí de E! News también notó la madurez de la canción, que calificó de una desviación de lo "sensual" y personaje "sexy" que se utiliza en sus singles anteriores. Bacardí complementa la capacidad del DJ para equilibrar las voces con la producción, diciendo "la canción suena como un garantizado éxito". En una lista de las diez mejores canciones de KYGO compilado por sus compañeros de Billboard el escritor Kat Bein mencionó, «"It Ain't Me" fue nombrado el mejor registro de su carrera hasta el momento, diciendo " la voz de Selena Gómez "es fuerte y poderosa , listo para tomar colaboración vocal de KYGO a un nivel completamente nuevo". Ella pasó a alabar a la solicitud del productor de la técnica de "cortar y pegar" que se utiliza en las voces de Gómez durante el coro, y señaló que "It Ain't Me" "anuncia una nueva era de sonido de KYGO». Mike Wass de Idolator dio una revisión positiva, y mencionó que la canción era un territorio completamente nuevo para Gómez, dice: "Cuando se toma en consideración el pegadizo estribillo, cantado, uno se queda hipnotizado escuchando la canción en la radio". La escritora Lara Walsh de InStyle llama a "It Ain't Me", "el mayor himno de ruptura del momento". Lucas Villa de AXS alabó la pista, diciendo "KYGO evoca una colaboración que se siente rústica y se ve radiante a Gómez ".  El escritor de Mic, Natelegé Whaley dijo que la canción era "una toma madura en la posesión de una despedida en lugar de esperar a un fin aún más triste" y alabó la mezcla de sonido de KYGO de Gómez.

### Comercial
La canción obtuvo en su primera semana una cantidad de 39 número #1 en las listas de charts de la plataforma Itunes, hasta la fecha lleva 67 números #1s alrededor del mundo . Logró ser el audio que más rápido llegó a tener 100 millones de visitas en YouTube en menos de un mes y él audio más escuchado superando In the Name of Love de Bebe Rexha y Martin Garrrix. En Estados Unidos debutó en la posición #92 en la lista de Billboard Hot 100 por vender 67.000 copias en un solo día y a la semana siguiente subió 81 posiciones ubicándose en el #12 siendo una de las subidas más rápidas de la historia de Billboard, en la primera semana de mayo "It Ain't Me" alcanzó la posición número 10 haciendo que Kygo consiguiera su primer top 10 y Selena su séptimo. En Canadá entró a la posición #62 siendo el mejor debut de la semana y a la siguiente subió hasta la posición #2 siendo el mayor peak de Selena y Kygo en el país. Hasta el momento "It Ain't Me" lleva 4 número 1 en las listas oficiales de países como Noruega , Líbano y Croacia.
"It Aint Me" llegó a las 800K copias vendidas en tan solo 1 mes y actualmente lleva 12 millones de copias vendidas mundialmente siendo el sencillo femenino más vendido del año 2017. Recibió numerosas certificaciones platino en países como España, Australia, Italia, Países Bajos y Canadá al igual que en Estados Unidos por la RIAA que le dio certificación platino.

## Video musical
El video musical fue lanzado el 24 de abril de 2017, en el canal oficial de Vevo de Kygo. Este vídeo musical fue escrito y dirigido por Philip R. López, producido por Maximillian Guen y la cinematografía hecho por Todd Martin.
El vídeo musical muestra la historia de una mujer (interpretada por Georgia Fowler) que se mete en un accidente de motocicleta seria con su novio (interpretado por Nathan Mitchell). Mientras que su novio está herido y tuvo un estado de coma , que en realidad muere, aunque aparece en escenas a lo largo de la mente de su novio en varios puntos a lo largo de su proceso de curación. Ella también es visto como una mariposa que se hará cargo de él durante todo el fin de los tiempos, aunque aparece en escenas que encontrarse con su novio y se llevó a cabo una mariposa de su boca cuando camina por un campo de luces de colores en un viaje durante su inconsciencia. 
La mujer convence al principio al hombre para que se quede con ella y se esfuerza por dejarlo con vida, aunque al final le da para que se pueda seguir con vida bailando con alegría y dándole una canción para escuchar de sus auriculares para alimentar su alma. En última instancia, la mujer trata de decirle al hombre que iba a estar a su lado durante el resto de su tiempo, aunque aparece en la forma de una mariposa cuando su novio despertó del coma al final del vídeo.

## Posicionamiento en listas
| África               |                                      |    |
| Sudáfrica            | South Africa Top 100 Digital         | 2  |
| Egipto               | Egypt Top 100 Digital                | 3  |
| América              |                                      |    |
| Argentina            | Monitor Latino                       | 19 |
| Canadá               | Canadian Hot 100                     | 2  |
| Canadá               | Canadian Digital Songs               | 2  |
| Canadá               | Canada CHR/Top 40                    | 2  |
| Chile                | Chile Top 100 Singles                | 28 |
| Colombia             | Los 40 Principales                   | 2  |
| Colombia             | Top 100 National Report              | 51 |
| Colombia             | Monitor Latino                       | 4  |
| Ecuador              | Monitor Latino                       | 3  |
| Estados Unidos       | Adult Pop Songs                      | 18 |
| Estados Unidos       | Billboard Hot 100                    | 10 |
| Estados Unidos       | Dance/Electronic Digital Song        | 1  |
| Estados Unidos       | Dance/Mix Show Airplay               | 15 |
| Estados Unidos       | Digital Songs                        | 3  |
| Estados Unidos       | Hot Dance Club Songs                 | 7  |
| Estados Unidos       | Hot Dance/Electronic Songs           | 2  |
| Estados Unidos       | Hot Dance/Electronic Streaming Songs | 3  |
| Estados Unidos       | On-Demand Songs                      | 5  |
| Estados Unidos       | Pop Songs                            | 4  |
| Estados Unidos       | Radio Songs                          | 4  |
| Estados Unidos       | Streaming Songs                      | 13 |
| Guatemala            | Monitor Latino                       | 13 |
| México               | Mexican Singles Chart                | 16 |
| México               | Los 40 Principales                   | 3  |
| México               | Monitor Latino                       | 12 |
| Panamá               | Monitor Latino                       | 4  |
| Perú                 | Los 40 Principales                   | 15 |
| República Dominicana | Monitor Latino                       | 3  |
| Venezuela            | Venezuela Singles Chart              | 2  |
| Asia y Oriente Medio |                                      |    |
| Corea del Sur        | Gaon Digital Chart                   | 94 |
| Indonesia            | Indonesia Singles Chart              | 2  |
| Japón                | Japan Hot 100                        | 56 |
| Filipinas            | Philippines Top 100 Digital          | 3  |
| Hong Kong            | Hong Kong Top 100 Digital            | 64 |
| Israel               | Israel Top 100 Digital               | 8  |
| Taiwán               | Taiwan Top 100 Digital               | 77 |
| Turquía              | Turquía Top 100 Digital              | 34 |
| Vietnam              | Vietnam Top 100 Digital              | 9  |
| Europa               |                                      |    |
| Austria              | Austria Singles Chart                | 2  |
| Alemania             | German Singles Chart                 | 2  |
| Bélgica (Flandes)    | Ultratop 50                          | 5  |
| Bélgica (Valonia)    | Ultratop 50                          | 1  |
| Croacia              | Croatia Singles Chart                | 1  |
| Dinamarca            | Denmark Singles Chart                | 2  |
| Escocia              | Scottish Singles Chart               | 6  |
| Eslovaquia           | Slovakia Singles Chart               | 2  |
| España               | Los 40 Principales                   | 1  |
| España               | Spanish Singles Chart                | 9  |
| Francia              | French Singles Chart                 | 9  |
| Finlandia            | Official Sales Chart                 | 3  |
| Grecia               | Greece Singles Chart                 | 4  |
| Hungría              | Hungary Singles Chart                | 7  |
| Irlanda              | Irish Singles Chart                  | 2  |
| Italia               | Italian Singles Chart                | 5  |
| Letonia              | Latvia Singles Chart                 | 4  |
| Líbano               | Lebanese Top 20                      | 1  |
| Luxemburgo           | Luxembourg Singles Chart             | 9  |
| Noruega              | VG-lista                             | 1  |
| Países Bajos         | Dutch Top 40                         | 3  |
| Países Bajos         | Single Top 100                       | 3  |
| Portugal             | AFP                                  | 4  |
| Polonia              | Polish Airplay Top 100               | 5  |
| Reino Unido          | UK Singles Chart                     | 7  |
| Reino Unido          | UK Dance Singles Chart               | 2  |
| República Checa      | Singles Digital Top 100              | 4  |
| Suecia               | Swedish Singles Chart                | 2  |
| Suiza                | Switzerland Singles Chart            | 3  |
| Oceanía              |                                      |    |
| Australia            | Australian Singles Chart             | 4  |
| Nueva Zelanda        | New Zealand Singles Chart            | 3  |

## Certificaciones
| País | Organismo certificador | Certificación | Ventas certificadas | Ref.          |
| --- | ---------------------- | ------------- | ------------------- | ------------- |
| Australia | ARIA                   | 4x Platino    | 280 000             | [ 4 ]         |
| Austria | IFPI - Austria         | Platino       | 30 000              | [ 5 ]         |
| Bélgica | BEA                    | 2x Platino    | 60 000              | [ 6 ]         |
| Canadá | Music Canada           | 6x Platino    | 480 000             | [ 7 ]         |
| Dinamarca | IFPI - Dinamarca       | 2x Platino    | 60 000              | [ 8 ]         |
| España | PROMUSICAE             | 2x Platino    | 80 000              | [ 9 ]         |
| Estados Unidos | RIAA                   | 3x Platino    | 3 000               | [ 10 ]        |
| Francia | SNEP                   | Diamante      | 250 000             | [ 11 ] [ 12 ] |
| Italia | FIMI                   | 3x platino    | 150 000             | [ 13 ]        |
| Nueva Zelanda | RMNZ                   | Platino       | 30 000              | [ 14 ]        |
| México | AMPROFON               | 5x platino    | 300 000             |               |
| Portugal | AFP                    | 5x platino    | 100 000             |               |
| Polonia | ZPAV                   | 2x Platino    | 40 000              |               |
| Reino Unido | BPI                    | Platino       | 600 000             | [ 15 ]        |
| Suecia | IFPI                   | 7x Platino    | 280 000             |               |
| Suiza | IFPI Switzerland       | Oro           | 15 000              | [ 16 ]        |
| Las ventas y certificaciones pueden tener en ciertos casos una modificación como resultado de la recopilación entre ventas/stream estipuladas por cada país. |                        |               |                     |               |

## Premios y nominaciones
| Año  | Premiación                    | Categoría                 | Resultado |
| ---- | ----------------------------- | ------------------------- | --------- |
| 2017 | Teen Choice Awards            | Choice colaboración       | Nominada  |
| 2017 | LOS40 Music Awards            | Video musical del año     | Ganadores |
| 2017 | MTV Video Music Awards        | Best Dance                | Nominada  |
| 2017 | Kids Choice Awards México     | Choice Collaboration      | Nominada  |
| 2017 | Kids' Choice Awards Argentina | Choice Collaboration      | Nominada  |
| 2017 | Kids' Choice Awards Colombia  | Choice Collaboration      | Nominada  |
| 2018 | Kid's choice Awards 2018      | Canción Del Año           | Nominada  |
| 2018 | Billboard Music Awards        | Top Dance Electronic Song | Nominada  |